# Schwedische Gewerkschaften
Die schwedischen Gewerkschaften sind Interessenvertretungen der Arbeitnehmer in Schweden und Verhandlungspartner innerhalb der schwedischen Sozialpartnerschaft.

## Geschichte
Die schwedische Gewerkschaftsbewegung war ein Zweig der Arbeiterbewegung in Schweden. Die ersten Gewerkschaftsvereine wurden in den 1870er Jahren nach britischem und deutschem Vorbild gebildet. Der Durchbruch aber kam nach der großen Streikwelle in Norrland um 1880. Diese Streiks, die unter Einsatz des Militärs niedergeschlagen worden waren, machten die Bedeutung einer einheitlichen Organisation bewusst. In den folgenden Jahren entstand eine Reihe von Gewerkschaften, die sich schließlich 1898 in einem Dachverband, der Landesorganisation LO, zusammenschloss.
Die positive Entwicklung wurde durch den Großstreik von 1909 gebrochen, der nach einigen Wochen zusammenbrach. Viele Mitglieder verließen die Landesorganisation und schlossen sich einer neugegründeten syndikalistischen Bewegung nach französischem Vorbild, Sveriges Arbetares Centralorganisation (SAC), an. Am Beginn war die Konkurrenz zwischen diesen beiden Gewerkschaften stark, doch verlor die syndikalistische Gewerkschaft nach dem Ersten Weltkrieg schnell an Bedeutung.
Die Landesorganisation ging schon früh eine enge Verbindung mit dem politischen Zweig der Arbeiterbewegung, der sozialdemokratischen Partei, ein. Mit dem Erstarken der sozialdemokratischen Partei bekam auch LO eine stärkere Position bei der Durchsetzung gewerkschaftlicher Fragen.
Die Gewerkschaft – wie auch die Arbeitgeberorganisation – nahmen schon früh gegen staatliche Versuche Stellung, den Arbeitsmarkt durch Gesetzgebung zu regeln. 1938 wurden in einem historisch wichtigen Vertrag, dem so genannten Saltsjöbadsavtalet, zwischen LO und der Arbeitgeberorganisation SAF die Rahmenbedingungen für die Sozialpartnerschaft festgelegt, die bis in die 1960er Jahre Gültigkeit hatten. Die Vertragspartner einigten sich über eine Verhandlungsordnung, Regeln für den Einsatz von Kampfmaßnahmen u. a. m.
In der Zwischenkriegszeit entstanden auch die ersten Angestelltengewerkschaften. Die soziale und berufliche Situation der Angestellten war besser als die der Arbeiter und sie standen den Arbeitgebern näher. Diese Angestelltengewerkschaften traten nicht dem bestehenden Dachverband LO bei, aufgrund dessen engen Kontakts mit der sozialdemokratischen Partei, sondern bildeten 1944 einen eigenen Dachverband, Tjänstemännens Centralorganisation (TCO). 1947 entstand die letzte der drei Dachorganisationen, die Akademiker-Gewerkschaft SACO.
In den 1960er und 1970er Jahren wuchsen die Gewerkschaften stark. Der Organisationsgrad betrug Mitte der 1980er Jahre 85 %, im Jahr 1990 81 % und im Jahr 2019 68 %.
Die veränderten Bedingungen auf dem Arbeitsmarkt haben auch zu einer verstärkten Zusammenarbeit der Gewerkschaftsverbände seit den 1990er Jahren geführt.

## Gewerkschaften
- Landsorganisationen i Sverige (LO), Dachverband für 16 Einzelgewerkschaften (1,86 Millionen Mitglieder 2005)
- Tjänstemännens Centralorganisation (TCO), Dachverband für 17 Einzelgewerkschaften (1,27 Millionen Mitglieder 2005)
- Sveriges Akademikers Centralorganisation (SACO), Dachverband für 26 Einzelgewerkschaften (569.000 Mitglieder 2005)
- Sveriges Arbetares Centralorganisation (SAC), syndikalistische Gewerkschaft mit etwa 8000 Mitgliedern